# Walter Álvarez
Walter Álvarez (Berkeley, 3 ottobre 1940) è un geologo e archeologo statunitense.

## Biografia

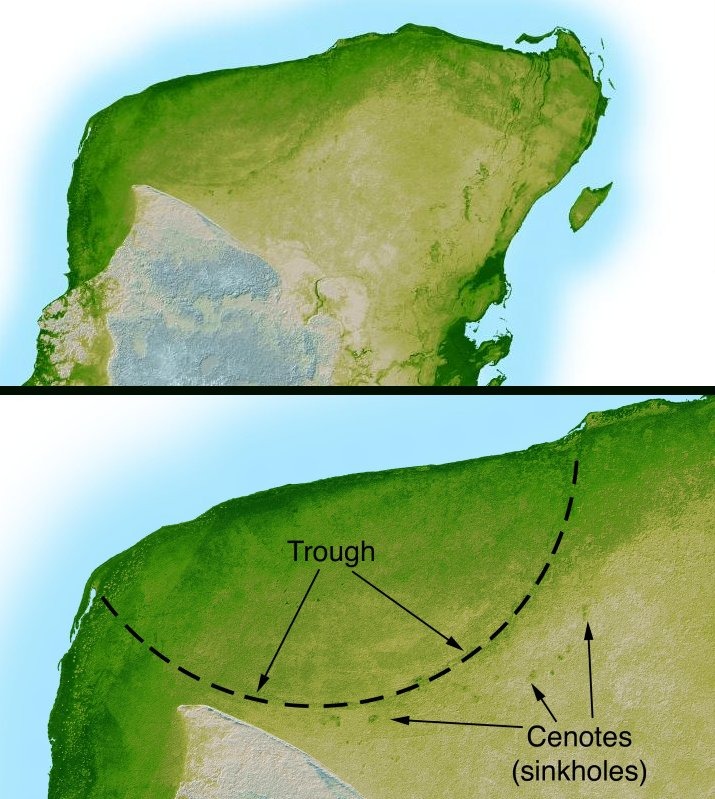
Penisola dello Yucatan: anello del cratere di Chicxulub

Figlio del Premio Nobel per la Fisica Luis Álvarez, si è laureato in Geologia nel 1962 al Carleton College di Northfield (Minnesota) e ha ottenuto il dottorato in geologia all'Università di Princeton nel 1967. A metà degli anni settanta ha intrapreso la carriera accademica all'Università di Berkeley, diventando dapprima assistente di Geologia (1977-1979) e successivamente professore, associato dal 1979 e ordinario dal 1981.

## Attività scientifica
Nel 1963 venne assunto dalla società petrolifera American Overseas Petroleum Limited e ha lavorato fra l'altro nei Paesi Bassi e Libia. Ma la sua passione per la geologia storica e l'archeologia lo indusse a lasciare la società petrolifera per trasferirsi in Italia dove nel periodo 1968-1971 si dedicò allo studio dei primi insediamenti latini compiendo rilevamenti geologici sulla stratigrafia dei depositi vulcanici a nord di Roma nell'ambito delle campagne archeologiche di scavo della British Academy a Roma. Dal 1972 ha svolto numerosi lavori geologici sul campo in Italia e in altri paesi del Mediterraneo (Sardegna, Alpi, Corsica, Spagna, Cipro, Tunisia) su problemi di tettonica dell'area mediterranea e sul rilievo stratigrafico dei sedimenti pelagici.
Nel 1977 cominciò a interessarsi degli impatti di meteoriti, ipotizzando che a fenomeni di questo genere fossero legate estinzioni di massa, in particolare l'estinzione del limite Cretacico-Terziario, verificatasi circa 65 milioni di anni fa; questi studi, svolti in collaborazione col padre, iniziarono con la segnalazione di un'anomalia positiva, nella concentrazione di iridio (un elemento raro sulla Terra ma molto comune nelle meteoriti), rilevato inizialmente in un livello stratigrafico nei pressi di Gubbio e confermato infine nel Cratere di Chicxulub, una struttura circolare nella penisola dello Yucatán, sede di impatto di un meteorite del diametro di almeno 10 km che si pensa abbia colpito la Terra alla velocità di 30 km/s con conseguente estinzione di circa il 76% delle specie viventi, compresi i dinosauri. In onore di Luis e Walter Alvarez, il nome è stato attribuito all'asteroide 3581 Alvarez.
Molto importanti sono state anche le conseguenze degli studi relativi alla geologia della Calabria svolti soprattutto sul massiccio del Reventino, il prolungamento occidentale della Sila Piccola, in Calabria. Le rocce della Sila hanno poca somiglianza con quelle degli Appennini, mentre sono simili a quelle delle Alpi e della Corsica, da cui l'ipotesi di Alvarez e di altri studiosi è che la Sila si sarebbe staccata dalle Alpi ed avrebbe subìto un trasporto passivo fino a raggiungere la sua posizione attuale. Alvarez ha osservato, infatti, che l'orientamento delle "pieghe mesoscopiche", ossia l'orientamento di pieghe di dimensioni decimetriche, è distorta verso i quadranti occidentali. Il fenomeno della "distorsione" delle pieghe, riconosciuto per la prima volta sul Reventino, è stato in seguito proposto da Alvarez come un metodo originale per determinare il senso di trasporto delle masse rocciose.

## Rapporti con l'Italia

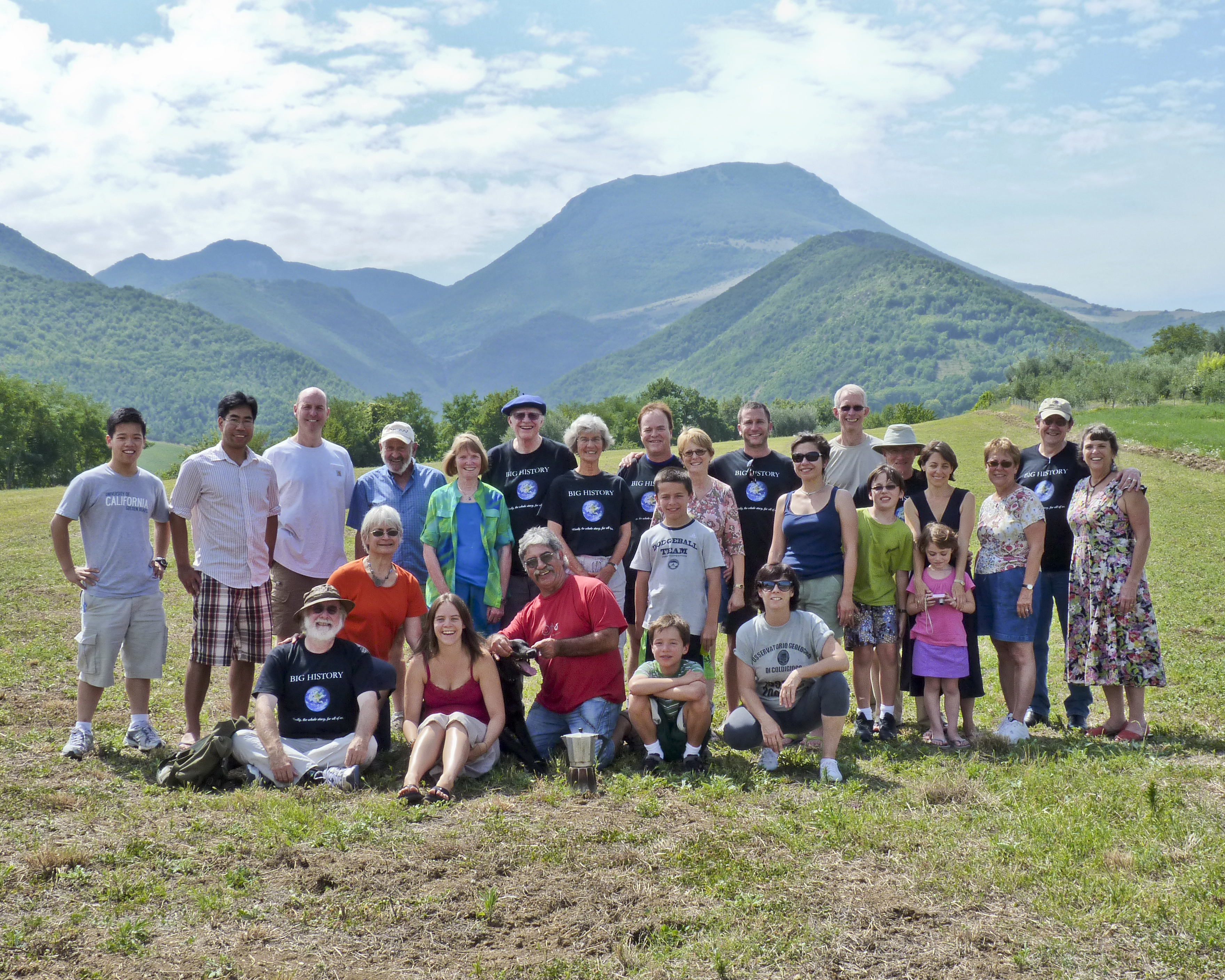
Álvarez all'Osservatorio Geologico di Coldigioco con i soci fondatori dell'associazione Big History

La sua attività di ricerca si è svolta spesso in Italia. Oltre all'attività giovanile in ambito geologico e archeologico, le citate campagne a Gubbio e sul massiccio del Reventino svolte tra la fine degli anni sessanta e i primi anni novanta, dal 1988 al 1996 Walter Alvarez ha svolto numerose campagne sul campo di geologia ed archeologia nel Foro Romano.
Nel 1992, assieme ai geologi Alessandro Montanari e David Bice, è stato fondatore e reggente dell'Osservatorio Geologico di Coldigioco, ad Apiro, nelle Marche. L'affetto per l'Italia è stato ricambiato, fra l'altro, con la concessione della cittadinanza onoraria italiana da parte dei comuni di Piobbico nel 1986, di Gubbio nel 1994 e di Lamezia Terme nel 2006, e dalla Laurea honoris causa in Scienze Geologiche conferitagli dalla Facoltà di Scienze dell'Università di Siena nel 2005.

## Riconoscimenti
- Nel 2002 ha gli è stata assegnata la Medaglia Penrose [5].
- Nel 2008 ricevette il Vetselen Prize [6].
- Nel 2013 ha ricevuto il Barringer Award [7].

## Opere
- Walter Alvarez e Klaus H. A. Gohrbandt (eds), Geology and History of Sicily, Twelfth annual field conference, Tripoli: The Petroleum Exploration Society of Libya, 1970.
- Walter Alvarez, Fragmentation of the Alpine orogenic belt by microplate dispersal, St. Albans, 1974.
- Walter Alvarez, Catastrophes and evolution: astronomical foundations: the 1988 BAAS Mason meeting of the Royal astronomical society at Oxford, September 6th, 1988, Cambridge etc.: Cambridge University Press, 1989.
- Walter Alvarez, T. Rex e il cratere dell'apocalisse, Milano: Mondadori, 1998.
- Walter Alvarez, Verso una sintesi della storia dell'uomo e della terra, dissertazione tenuta in occasione del conferimento della laurea Honoris Causa in scienze geologiche, Siena 11 marzo 2005, Siena: Dipartimento di scienze della terra, Università degli Studi, 2005.
- Walter Alvarez, Le Montagne di San Francesco, Fazi Editore, 2010; titolo originale The Mountains of Saint Francis. Discovering the Geologic Events that Shaped Our Earth